# Prekmurje

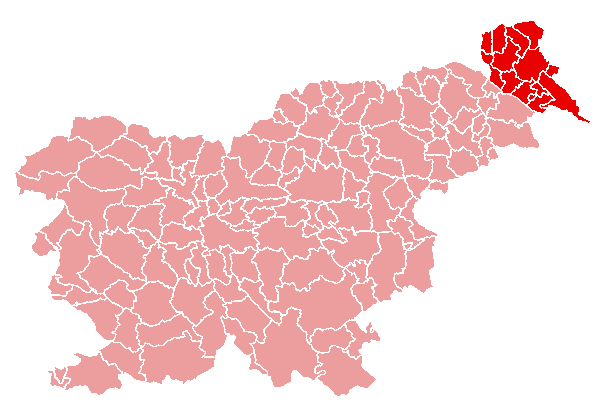
En rouge la Pomurie en Slovénie.

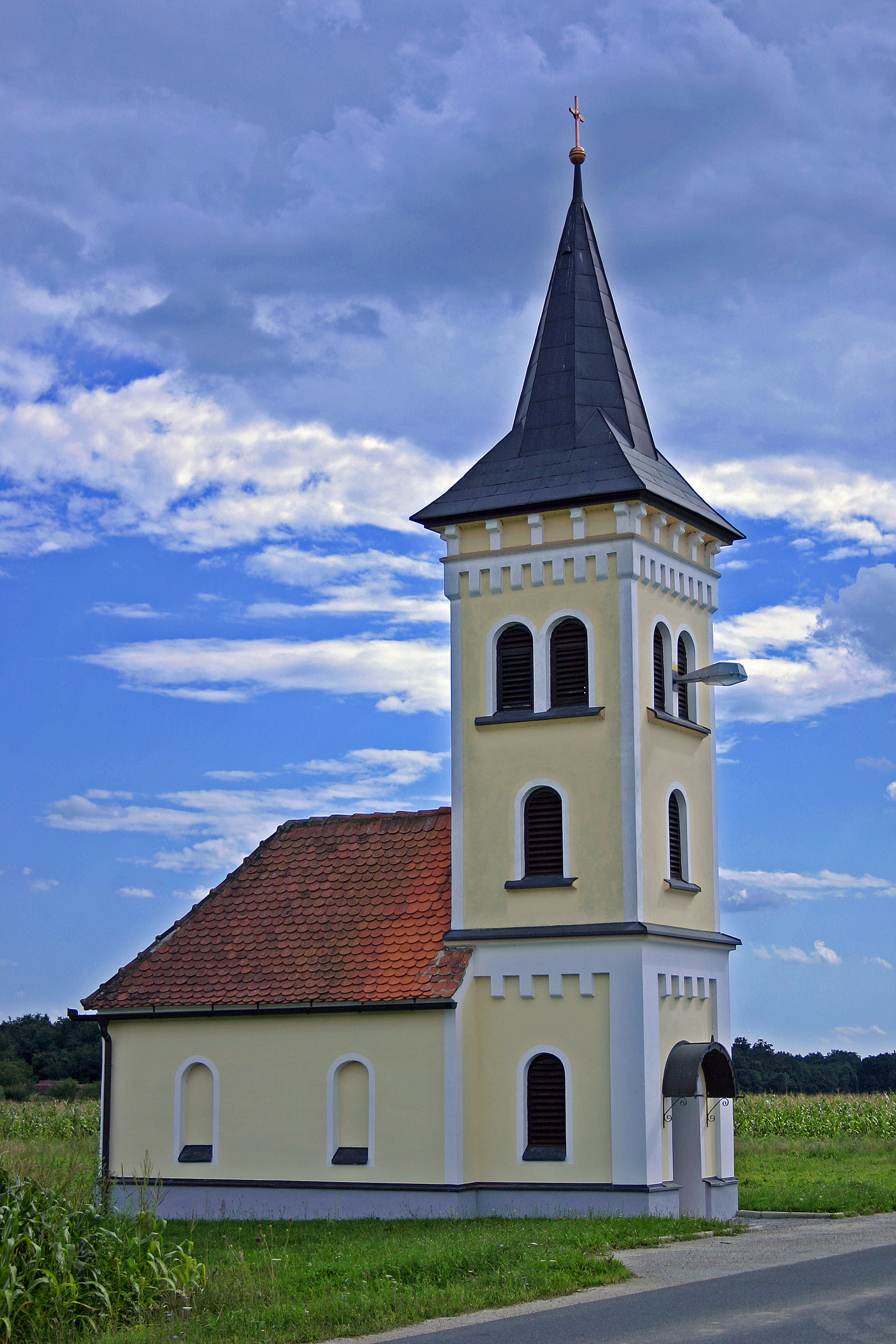
L'église de Vaneča à Puconci.

Le Prekmurje (/pɾekˈmúːɾjɛ/ ) ou Pomurie (du slovène Po Mura « Outre-Mur » ; en hongrois : Muravidék ; en allemand : Übermurgebiet ou Murland ; en prekmure : Prekmürsko, Prekmürje) est la région la plus orientale de Slovénie.

## Géographie
La Pomurie est limitée par la Hongrie au nord-est, l'Autriche au nord-ouest, la Croatie au sud et la région traditionnelle slovène de Styrie au sud-ouest. Elle fait partie de la plaine pannonienne et est donc assez plate, excepté des collines au nord (Goričko). Elle est arrosée par la Mur et son affluent, la Lendava. Les étés y sont chauds et les précipitations fréquentes en juin, les hivers voient des tempêtes de neige conséquences des vents du Nord-Est. C'est la grande région de culture du maïs.
Le chef-lieu de la Pomurie est Murska Sobota. Les autres villes principales en sont Lendava, Dobrovnik, Turnišče, Beltinci et Črenšovci.

## Histoire
La Pomurie faisait partie du comitat de Vas du Royaume de Hongrie (sauf Lendava qui appartenait au comitat de Zala) du XIe siècle à 1526, de 1687 à 1849 et de 1867 à 1918. Elle fut également occupée par la Hongrie de 1941 à 1944 durant la Seconde Guerre mondiale. Héritage de ce passé, une minorité hongroise vit dans la région, où trois communes sont d'ailleurs bilingues : Dobrovnik (Dobrónak), Hodoš (Hodos) et Lendava (Lendva). Il y a aussi de nombreux Roms. 

## Cuisine

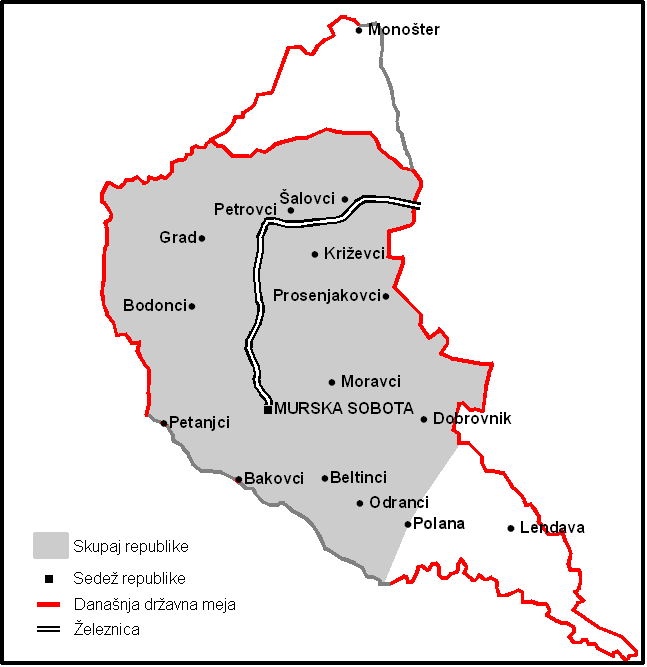
La République de Prekmurje (1919).

Le prekmurska gibanica est la spécialité locale. Il est parfois traduit humoristiquement en « gâteau mobile du Prekmurje » (gib signifie « mouvement » en slovène) mais la bonne traduction serait « gâteau courbé du Prekmurje ».